# Pertes militaires françaises en opérations extérieures depuis 1963
Les pertes militaires françaises en opérations extérieures depuis 1963 sont estimées[Par qui ?] à 774 militaires des forces armées françaises « morts au service de la France » lors des opérations extérieures recensées depuis cette date, y compris ceux de la DGSE (14 morts). 
Le Souvenir français en dénombre 652, comme l’ « Association Nationale des Soldats Cibles des Balkans-Mémoire ». L'IFRAP en évalue le nombre à environ 700 morts, plus 6.000 blessés « sans compter les personnels atteints de post-traumatismes psychiques ». Depuis 2000, le nombre de morts est de 226.
En 2011, le ministre de la Défense, Gérard Longuet, lance le projet de monument aux morts pour la France en opérations extérieures en chargeant le général Bernard Thorette de constituer un groupe de travail pour mener à bien la réflexion sur ce futur monument. En septembre 2011, ce groupe a estimé à 616 le nombre de militaires français morts en opérations extérieures.
Les militaires morts lors d'opérations intérieures et hors opérations ne sont pas pris en compte ici.

## Décès par théâtres d'opérations
Le présent tableau répertorie autant que faire se peut les décès survenus au sein des régiments relevant du Commandement des opérations spéciales et du Service Action de la DGSE, lorsque ceux-ci ont fait l'objet d'une confirmation officielle, directe ou indirecte, par voie de presse.
Les opérations sont classées par ordre déchronologique en année de désengagement, puis par ordre déchronologique en année d'engagement.
|                      | Lieux                                            | Conflits                                                               | Opérations                                                                                     | Année d'engagement | Année de désengagement | Pertes | Pertes | Pertes | Liste |
| T                    | Lieux                                            | Conflits                                                               | Opérations                                                                                     | Année d'engagement | Année de désengagement | H      | F      |        | Liste |
| -------------------- | ------------------------------------------------ | ---------------------------------------------------------------------- | ---------------------------------------------------------------------------------------------- | ------------------ | ---------------------- | ------ | ------ | ------ | ----- |
| Opérations en cours  | - Mali - Niger - Burkina Faso - Tchad            | Guerre du Mali                                                         | - Opération Serval - Opération Barkhane - Opération Aquila                                     | 2013               | 2022                   | 58     | 57     | 1      | Liste |
| Opérations en cours  | Libye                                            | Deuxième guerre civile libyenne                                        | - Opération Harmattan - Opération de la DGSE                                                   | 2011               | 2011                   | 7      | 7      | 0      | /     |
| Opérations en cours  | Sénégal                                          | /                                                                      | Éléments français au Sénégal                                                                   | 2011               | En cours               | 1      | 1      | 0      | /     |
| Opérations en cours  | Côte d'Ivoire                                    | Crise politico-militaire en Côte d'Ivoire                              | - Opération Licorne - Forces françaises en Côte d'Ivoire                                       | 2002               | En cours               | 27     | 27     | 0      | /     |
| Opérations en cours  | - Irak - Syrie                                   | - Guerre du Golfe (1990-1991) - Guerre d'Irak - Guerre Civile Syrienne | - Opération Daguet - Opération Libage - Opération Chammal                                      | 1990               | En cours               | 21     | 21     | 0      | Liste |
| Opérations en cours  | Égypte                                           | Accords de Camp David                                                  | Force Multinationale d'Observateurs au Sinaï                                                   | 1982               | En cours               | 10     | 9      | 1      | /     |
| Opérations en cours  | République centrafricaine                        | /                                                                      | - Opération Barracuda - EFAO - EUFOR Tchad/RCA - Opération Sangaris                            | 1979               | En cours               | 14     | 14     | 0      | /     |
| Opérations en cours  | Liban                                            | Guerre du Liban                                                        | - FINUL - Force multinationale de sécurité à Beyrouth - Détachement des observateurs           | 1978               | En cours               | 150    | 150    | 0      | /     |
| Opérations en cours  | Djibouti                                         | Forces Françaises à Djibouti                                           | /                                                                                              | 1977               | En cours               | 91     | 91     | 0      | /     |
| Opérations en cours  | Gabon                                            | /                                                                      | Éléments Français au Gabon                                                                     | 1960               | En cours               | 15     | 15     | 0      | /     |
| Opérations en cours  | Sous-total                                       | Sous-total                                                             | Sous-total                                                                                     | Sous-total         | Sous-total             | 391    | 389    | 2      | /     |
| Opérations terminées | Haïti                                            | Séisme Haiti                                                           | - MINUSTAH - MINUJUSTH                                                                         | 2004               | 2019                   | 3      | 3      | 0      | /     |
| Opérations terminées | - Serbie - Bosnie-Herzégovine - Croatie - Kosovo | Guerres de Yougoslavie                                                 | - FORPRONU - IFOR - SFOR - EUFOR Althea - KFOR                                                 | 1992               | 2014                   | 112    | 111    | 1      | Liste |
| Opérations terminées | Tchad                                            | - Guerre civile tchadienne (1965-1979) - Guerre tchado-libyenne        | - Opération Tacau - Opération Dorca - Opération Manta - Opération Épervier                     | 1968               | 2014                   | 153    | 153    | 0      | /     |
| Opérations terminées | Afghanistan                                      | Seconde guerre d'Afghanistan                                           | - Opération Pamir - Opération Avalon - Opération Héraclès - Opération Épidote - Opération Arès | 2001               | 2013                   | 90     | 90     | 0      | Liste |
| Opérations terminées | Somalie                                          | Guerre civile somalienne                                               | - Opération Oryx - Opération de la DGSE                                                        | 1992               | 2013                   | 6      | 6      | 0      | /     |
| Opérations terminées | Congo                                            | /                                                                      | Opération Pélican                                                                              | 1997               | 1999                   | 2      | 2      | 0      | /     |
| Opérations terminées | - Rwanda - Burundi                               | Guerre civile rwandaise                                                | Opération Turquoise                                                                            | 1990               | 1994                   | 2      | 2      | 0      | /     |
| Opérations terminées | Cambodge                                         | Conflit cambodgien (1978-1999)                                         | APRONUC                                                                                        | 1992               | 1993                   | 3      | 3      | 0      | /     |
| Opérations terminées | Allemagne de l'Est                               | Guerre froide                                                          | Mission militaire française de liaison                                                         | 1947               | 1991                   | 1      | 1      | 0      | /     |
| Opérations terminées | Comores                                          | /                                                                      | /                                                                                              | 1990               | 1990                   | 1      | 1      | 0      | /     |
| Opérations terminées | République Démocratique du Congo                 | /                                                                      | Bataille de Kolwezi                                                                            | 1978               | 1978                   | 11     | 11     | 0      | /     |
| Opérations terminées | Sous-total                                       | Sous-total                                                             | Sous-total                                                                                     | Sous-total         | Sous-total             | 384    | 383    | 1      | /     |
| Total                | Total                                            | Total                                                                  | Total                                                                                          | Total              | Total                  | 775    | 772    | 3      |       |

## Pertes par an

### Tableau
| Années | Pertes | Années | Pertes | Années | Pertes | Années | Pertes | Années | Pertes | Années | Pertes |
| ------ | ------ | ------ | ------ | ------ | ------ | ------ | ------ | ------ | ------ | ------ | ------ |
| 2022   | 2      | 2012   | 10     | 2002   | 6      | 1992   | 16     | 1982   | 44     | 1972   | 13     |
| 2021   | 4      | 2011   | 29     | 2001   | 9      | 1991   | 23     | 1981   | 2      | 1971   | 13     |
| 2020   | 10     | 2010   | 23     | 2000   | 9      | 1990   | 5      | 1980   | 6      | 1970   | 32     |
| 2019   | 18     | 2009   | 25     | 1999   | 7      | 1989   | 3      | 1979   | 10     | 1969   | 10     |
| 2018   | 8      | 2008   | 14     | 1998   | 3      | 1988   | 5      | 1978   | 33     | 1968   | 1      |
| 2017   | 4      | 2007   | 18     | 1997   | 10     | 1987   | 6      | 1977   | -      | 1967   | -      |
| 2016   | 11     | 2006   | 14     | 1996   | 16     | 1986   | 28     | 1976   | -      | 1966   | -      |
| 2015   | 14     | 2005   | 10     | 1995   | 35     | 1985   | 6      | 1975   | 3      | 1965   | 30     |
| 2014   | 6      | 2004   | 21     | 1994   | 9      | 1984   | 26     | 1974   | 3      | 1964   | -      |
| 2013   | 16     | 2003   | 8      | 1993   | 16     | 1983   | 85     | 1973   | 6      | 1963   | -      |

### Histogramme
Le graphique qui aurait dû être présenté ici ne peut pas être affiché car il utilise l'ancienne extension Graph, désactivée pour des questions de sécurité. Des indications pour créer un nouveau graphique avec la nouvelle extension Chart sont disponibles ici.